# Цутия, Юкако
Юка́ко Цути́я (яп. 土屋 由加子 Цутия Юкако, род. 6 мая 1980, Нагано) — японская кёрлингистка.
Играет на позиции четвёртого. Скип команды.

## Достижения
- Тихоокеанско-азиатский чемпионат по кёрлингу: золото (2005).
- Зимние Азиатские игры: серебро (2007).
- Чемпионат Японии по кёрлингу среди женщин: золото (2005), серебро (2003, 2006, 2007, 2008), бронза (1998).

## Команды
| Сезон   | Четвёртый        | Третий         | Второй                 | Первый        | Запасной                                                              | Турниры                                  |
| ------- | ---------------- | -------------- | ---------------------- | ------------- | --------------------------------------------------------------------- | ---------------------------------------- |
| 1997—98 | Юкако Цутия      | Yuka Kobayashi | Mika Yoda              | Томоко Сонобэ | Дзюнко Сонобэ                                                         | ЧЯЖ 1998                                 |
| 2002—03 | Юкако Цутия      | Дзюнко Сонобэ  | Томоко Сонобэ          | Тиэми Камэяма | Мицуки Сато                                                           | ЧЯЖ 2003                                 |
| 2004—05 | Юкако Цутия      | Дзюнко Сонобэ  | Томоко Сонобэ          | Тиэми Камэяма | Мицуки Сато                                                           | ЧЯЖ 2005                                 |
| 2005—06 | Юкако Цутия      | Дзюнко Сонобэ  | Томоко Сонобэ          | Тиэми Камэяма | Мицуки Сато тренер: Edward Dezura (ТАЧ, ЧМ)                           | ТАЧ 2005 · ЧЯЖ 2006 · ЧМ 2006 (11 место) |
| 2006—07 | Юкако Цутия      | Дзюнко Сонобэ  | Томоко Сонобэ          | Мицуки Сато   | Miyuki Satoh тренеры: Акинори Касиваги (ЗАИ), Kazuyuki Tsuchiya (ЗАИ) | ЗАИ 2007 · ЧЯЖ 2007                      |
| 2007—08 | Юкако Цутия      | Дзюнко Сонобэ  | Томоко Сонобэ          | Мицуки Сато   | Miyuki Satoh                                                          | ЧЯЖ 2008                                 |
| 2010—11 | Nagisa Matsumura | Юкако Цутия    | Aiko Iwasaki           | Мицуки Сато   |                                                                       |                                          |
| 2011—12 | Suzanne Marcoux  | Dallas Luschyk | Heather-Anne Tomlinson | Юкако Цутия   |                                                                       | Канада                                   |

(скипы выделены полужирным шрифтом)